# Topolovci
Topolovci este o localitate din comuna Cankova, Slovenia, cu o populație de 70 de locuitori.